# Catocala atala
Catocala atala là một loài bướm đêm trong họ Erebidae.